# Annika Sörenstam
Annika Sörenstam (ur. 9 października 1970 r. w Bro) – szwedzka zawodowa golfistka.
Profesjonalną karierę rozpoczęła w 1992 roku. W 1994 przy pierwszym podejściu uzyskała prawo do gry na LPGA Tour.

## Wyniki w turniejach wielkoszlemowych

### Zwycięstwa (10)
| Rok  | Zawody                         | Po 54 dołkach        | Wynik                 | Przewaga             | 2. miejsce                                                               |
| ---- | ------------------------------ | -------------------- | --------------------- | -------------------- | ------------------------------------------------------------------------ |
| 1995 | U.S. Women's Open              | 5 uderzeń straty     | -2 (67-71-72-68=278)  | 1 uderzenie przewagi | Meg Mallon                                                               |
| 1996 | U.S. Women's Open (2)          | 3 uderzenia przewagi | -8 (70-67-69-66=272)  | 8 uderzeń przewagi   | Kris Tschetter                                                           |
| 2001 | Kraft Nabisco Championship     | 1 uderzenie straty   | -7 (72-70-70-69=281)  | 3 uderzenia przewagi | Karrie Webb, Rachel Teske, Dottie Pepper, Akiko Fukushima, Janice Moodie |
| 2002 | Kraft Nabisco Championship (2) | ex aequo             | -8 (70-71-71-68=280)  | 1 uderzenie przewagi | Liselotte Neumann                                                        |
| 2003 | LPGA Championship              | 4 uderzenia przewagi | -6 (70-64-72-72=278)  | dogrywka             | Grace Park                                                               |
| 2003 | Women's British Open           | 2 uderzenia straty   | -10 (68-72-68-70=278) | 1 uderzenie przewagi | Pak Se-ri                                                                |
| 2004 | LPGA Championship (2)          | 6 uderzeń przewagi   | -13 (68-67-64-72=271) | 3 uderzenia przewagi | Ahn Shi-hyun                                                             |
| 2005 | Kraft Nabisco Championship (3) | 5 uderzeń przewagi   | -15 (70-69-66-68=273) | 8 uderzeń przewagi   | Rosie Jones                                                              |
| 2005 | LPGA Championship (3)          | 5 uderzeń przewagi   | -11 (68-67-69-73=277) | 3 uderzenia przewagi | Michelle Wie                                                             |
| 2006 | U.S. Women's Open (3)          | ex aequo             | E (69-71-73-71=284)   | dogrywka             | Pat Hurst                                                                |

### Przegląd
| Turniej                    | 1992 | 1993 | 1994 | 1995 | 1996 | 1997 | 1998 | 1999 | 2000 |
| -------------------------- | ---- | ---- | ---- | ---- | ---- | ---- | ---- | ---- | ---- |
| Kraft Nabisco Championship | DNP  | DNP  | DNP  | T24  | T2   | T8   | T7   | T7   | T17  |
| LPGA Championship          | DNP  | DNP  | DNP  | 10   | T14  | 3    | T30  | T16  | T12  |
| U.S. Women's Open          | T64  | DNP  | DNP  | 1    | 1    | CUT  | T41  | CUT  | T9   |
| du Maurier Classic         | DNP  | DNP  | T22  | T45  | T6   | CUT  | 2    | DNP  | 3    |

| Turniej                    | 2001 | 2002 | 2003 | 2004 | 2005 | 2006 | 2007 | 2008 |
| -------------------------- | ---- | ---- | ---- | ---- | ---- | ---- | ---- | ---- |
| Kraft Nabisco Championship | 1    | 1    | 2    | T13  | 1    | T6   | T31  | T2   |
| LPGA Championship          | 5    | 3    | 1    | 1    | 1    | T9   | T15  | T3   |
| U.S. Women's Open          | T16  | 2    | 4    | 2    | T23  | 1    | T32  | T24  |
| Women's British Open       | T32  | CUT  | 1    | 13   | T5   | T31  | T16  | T24  |

DNP = nie brała udziału.

CUT = nie przeszła cuta.

"T" = ex aequo

Zielone tło dla wygranych. Żółte tło dla miejsca w pierwszej dziesiątce.

## Osiągnięcia w Solheim Cup
| Rok              | Suma meczów | Łączne W-P-R | Pojedynki W-P-R                        | 4somes W-P-R                                                               | 4balls W-P-R                                                               | Zdobyte punkty | Skuteczność |
| ---------------- | ----------- | ------------ | -------------------------------------- | -------------------------------------------------------------------------- | -------------------------------------------------------------------------- | -------------- | ----------- |
| W całej karierze | 37          | 22-11-4      | 4-3-1                                  | 11-3-1                                                                     | 7-5-2                                                                      | 24             | 64,86%      |
| 1994             | 3           | 1-2-0        | 0-1-0 przegr. przeciwko T. Green 3&2   | 1-0-0 wygr. w parze z C. Nilsmark 1up                                      | 0-1-0 przegr. w parze z C. Nilsmark 6&5                                    | 1              | 33,33%      |
| 1996             | 5           | 3-0-2        | 1-0-0 wygr. przeciwko P. Bradley 2&1   | 1-0-1 remis w parze z C. Nilsmark, wygrana w parze z C. Nilsmark 1up       | 1-0-1 wygr. w parze z K. Marshall 1up, remis w parze z T. Johnson          | 4              | 80%         |
| 1998             | 5           | 3-2-0        | 1-0-0 wygr. przeciwko D. Andrews 2&1   | 1-1-0 wygr. w parze z C. Matthew 3&2, przegr. w parze z C. Matthew 3&2     | 1-1-0 przegr. w parze z C. Nilsmark 2down, wygr. w parze z C. Nilsmark 5&3 | 3              | 60%         |
| 2000             | 4           | 2-2-0        | 0-1-0 przegr. przeciwko J. Inkster 5&4 | 2-0-0 wygr. w parze z J. Moodie 1up, wygr. w parze z J. Moodie 1up         | 0-1-0 przegr. w parze z J. Moodie 2&1                                      | 2              | 50%         |
| 2002             | 5           | 3-1-1        | 0-0-1 remis przeciwko W. Ward          | 2-0-0 wygr. w parze z C. Koch 3&2, wygr. w parze z C. Koch 4&3             | 1-1-0 przegr. w parze z M. Hjorth 2&1, wygr. w parze z C. Koch 4&3         | 3,5            | 70%         |
| 2003             | 5           | 4-1-0        | 1-0-0 wygr. przeciwko A. Stanford 3&2  | 2-0-0 wygr. w parze z S. Pettersen 4&3, wygr. w parze z C. Koch 3&2        | 1-1-0 przegr. w parze z C. Koch 1down, wygr. w parze z S. Pettersen 1up    | 4              | 80%         |
| 2005             | 5           | 4-1-0        | 1-0-0 wygr. przeciwko B. Daniel 4&3    | 1-1-0 wygr. w parze z S. Pettersen 1up, przegr. w parze z C. Matthew 1down | 2-0-0 wygr. w parze z C. Matthew 2&1, wygr. w parze z L. Davies 4&2        | 4              | 80%         |
| 2007             | 5           | 2-2-1        | 0-1-0 przegr. przeciwko M. Pressel 2&1 | 1-1-0 przegr. w parze z C. Matthew 4&2, wygr. w parze z C. Matthew 1up     | 1-0-1 remis w parze z M. Hjorth, wygr. w parze z S. Pettersen 3&2,         | 2,5            | 50%         |

W-P-R = Wygrane-Przegrane-Remisy